# Horst Uhse
Horst Uhse (* 19. April 1917 in Glogau, Schlesien, Deutsches Reich, heute: Głogów, Polen; † 3. März 1978 in Baden-Baden) war ein deutscher Schauspieler bei Bühne, Film, Hörfunk und Fernsehen sowie ein Regisseur bei Rundfunk und Fernsehen.

## Leben und Wirken
Der Sohn eines Majors besuchte die Hochschule für Musik und Darstellende Kunst Frankfurt am Main und begann seine Bühnenlaufbahn 1938 am städtischen Theater von Heidelberg. Es folgte eine Verpflichtung an das Theater Freiburg, die Horst Uhse allerdings während des gesamten Zweiten Weltkriegs kaum wahrnehmen konnte, weil er von 1942 bis 1945 eingezogen war. Gleich nach Kriegsende ließ er sich in Baden-Baden nieder, wo er vom dortigen Rundfunk (SWF) zunächst als Hörspiel-Sprecher, später auch als Sachbearbeiter eingestellt wurde. In den 1950er Jahren war Uhse Moderator der beliebten Samstag-Sendung „Musik, die unsere Hörer wünschen“, in der er es verstand, mit einfühlsamen Worten die Hörer durch das vorwiegend klassisch orientierte Konzert- und Bühnen-Repertoire zu führen. In Baden-Baden wirkte er hin und wieder auch als Schauspieler am Stadt-Theater.
Uhse entfernte sich bald von der klassischen Sprechbühne, machte Schallplattenaufnahmen und trat in Kabaretts auf. Außerdem verpflichtete ihn der Bayerische Rundfunk als Regisseur. Für das Fernsehen des SWF war er in der gleichen Funktion und zuletzt auch als Unterhaltungschef tätig. Ab 1954 kamen auch Angebote vom Film hinzu, bereits im darauf folgenden Jahr auch vom Fernsehen, wo er allerdings nur vor die Kamera trat. Gegen Ende seines Lebens wirkte Uhse auch in drei Folgen des Tatort mit.
Horst Uhse starb in Baden-Baden. Die Urnenbeisetzung fand auf dem Hauptfriedhof Freiburg im Breisgau statt. Das Grab wurde im Jahr 2020 aufgelöst.

## Filmografie
- 1954: Gitarren der Liebe
- 1955: Heldentum nach Ladenschluß
- 1955: Der Spazierstock
- 1956: Zu Befehl, Frau Feldwebel!
- 1956: Durch die Wälder, durch die Auen
- 1957: Unter Palmen am blauen Meer
- 1957: Der Stern von Afrika
- 1958: Madeleine und der Legionär
- 1958: Jim und Jill
- 1959: Rommel ruft Kairo
- 1959: Die Fledermaus
- 1961: Der fröhliche Weinberg
- 1961: Inspektor Hornleigh greift ein… (TV-Serie, eine Folge)
- 1961: Der Fälscher von London
- 1961: Der kleine Napoleon
- 1964: Irren ist teuflisch
- 1965: Brave Diebe
- 1968: Die Benachrichtigung
- 1969: Ich nicht
- 1972: Tatort: Wenn Steine sprechen
- 1972: Tatort: Nachtfrost
- 1974: Tatort: Playback oder die Show geht weiter
- 1974: Die Fälle des Herrn Konstantin (TV-Serie, zwei Folgen)

## Hörspiele (Auswahl)
- 1946: Gerhart Hauptmann: Der Biberpelz – Regie: Karl Peter Biltz
- 1946: Heinrich von Kleist: Der zerbrochene Krug – Regie: Karl Peter Biltz
- 1947: Eugène Scribe: Ein Glas Wasser – Regie: Arthur Georg Richter
- 1949: Oscar Wilde: Bunbury – Regie: Karl Peter Biltz
- 1958: Vicki Baum: Menschen im Hotel – Regie: Heinz-Günter Stamm
- 1959: Rudyard Kipling: Fischerjungs (6 Teile) – Regie: Hermann Pfeiffer
- 1960: Graham Greene: Unser Mann in Havanna – Regie: Gert Westphal
- 1960: Hans Rothe: Der Reigenprozeß – oder: Die Kunst, Anstoß zu nehmen – Regie: Fritz Schröder-Jahn
- 1963: Johan-Mark Elsing: Vasco da Gama: Der Seeweg nach Indien (6 Teile) – Regie: Hermann Pfeiffer
- 1965: Miep Diekmann: ... und viele Grüße von Wancho (3 Teile) – Regie: Hermann Pfeiffer
- 1965: Frances Hodgson Burnett: Der heimliche Garten (3 Teile) – Regie: Hermann Pfeiffer
- 1965: Christoph Thomas: Heinrich Schliemann (7 Teile) – Regie: Hermann Pfeiffer